# Nacional FootBall Club
O  Nacional FootBall Club foi um clube brasileiro de futebol da cidade de Fortaleza, capital do estado de Ceará.

## Participações
| Competição | Competição          | Temporadas | Melhor campanha    | Estreia | Última | P | R |
| Ceará      | Campeonato Cearense | 1          | 7º colocado (1927) | 1927    | 1927   |   |   |